# Hypocrea austrokoningii
Hypocrea austrokoningii är en svampart som beskrevs av Samuels & Druzhin. 2006. Hypocrea austrokoningii ingår i släktet svampdynor och familjen Hypocreaceae.   Inga underarter finns listade i Catalogue of Life.